# Joaquín María de Castellarnau
Joaquín María de Castellarnau y de Lleopart (Tarragona, 30 de mayo de 1848 - Segovia, 23 de julio de 1943) fue un ingeniero de montes español, académico de la Real Academia de Ciencias Exactas, Físicas y Naturales y botánico aficionado.

## Biografía
Nieto del militar y diputado Josep Antoni de Castellarnau y de Camps. De 1876 a 1883 fue inspector del Cuerpo de Ingeniero de Montes de la Casa Real Española, y durante este tiempo estudió la histología vegetal y la clasificación de las maderas de las coníferas, redactando un estudio sobre el tallo del pinsapo. Esto lo llevó a interesarse por las cristalizaciones intracelulares, que estudió mediante luz polarizada. Comparó la forma de los cristales intracelulares de las encinas de Segovia y las de Barcelona, y llegó a la conclusión que todos los cristales eran de oxalato de calcio y no de sulfato de calcio. También se dedicó a la paleofitología y a la hidrobiología, atribuyendo la deforestación de la península ibérica a la influencia xerotèrmica del Sáhara.
Posteriormente fue miembro de la Junta para la Ampliación de Estudios y director de la Escuela de Ingenieros Forestales. Fue académico honorario de la  Academia Colombiana de Ciencias, correspondiente de la Real Academia de la Historia, de la Real Academia de Ciencias y Artes de Barcelona y de la  Academia Pontificia dei Nuovi Lincei, así como socio honorario de la Real Sociedad Española de Historia Natural. En 1913 ingresó en la Real Academia de Ciencias Exactas, Físicas y Naturales, de la que recibió la Medalla Echegaray en 1934, bibliotecario de 1923 a 1940 y presidente de honor el 1940. También fue presidente de los patronatos del Museo Nacional de Ciencias Naturales de España, del  Museo Nacional de Antropología de España y del Real Jardín Botánico. Vinculado por sus estudios a los Montes de Valsaín, en los últimos años de su vida se estableció en Segovia, donde murió el 23 de julio de 1943.

## Obras
- Estudio ornitológico de Real Sitio de san Ildefonso (1877)
- Estudio micrográfico del corto del Pinsapo (1881)
- El pinar de Balsaín. Algunas consideraciones sobre su tratamiento y administración (1884)
- La imagen óptica. Telescopio y microscopio (1919)
- ¿Pueden explicarse químicamente los fenómenos sociales de la vida? (1922)
- Teoría general de la formación de imágenes en el microscopio (1911)
- Estudio micrográfico de la madera de las coníferas españolas (1883)
- Recuerdos de mí vida (1943)